# Edmund Chróścielewski
Edmund Chróścielewski ps. „Heb”(ur. 23 października 1914 w Skórczu, zm. 21 kwietnia 1998) – polski lekarz, profesor medycyny, więzień Auschwitz-Birkenau, uczestnik powstania warszawskiego.

## Życiorys
Polski medyk sądowy, autor ponad 200 prac naukowych. Przez 34 lata kierował Zakładem Medycyny Sądowej Akademii Medycznej w Poznaniu. Na podstawie jego opinii naukowej podważono fałszywą wersję UB dot. śmierci najmłodszej ofiary Czerwca 1956 – Romka Strzałkowskiego.
Jako naukowiec cieszył się powszechnym szacunkiem i wielkim autorytetem, był m.in. mężem zaufania Episkopatu podczas badania ciała zamordowanego przez SB ks. Jerzego Popiełuszki.